# 盧戈維基 (喬爾努希區)
50°15′36″N 32°49′45″E / 50.26000°N 32.82917°E
盧戈維基（俄语：Луговики），是烏克蘭中部的村莊，隸屬波爾塔瓦州的盧布尼區。該村分別距離利波韋2公里和布布尼1公里，2001年人口502。

## 人口統計
盧戈維基的語言結構
根据2001年的人口普查，盧戈維基的大部分人口說烏克蘭語（96.41％）。